# برخا دوت
برخا دوت
(ولدت في 18 ديسمبر، 1971) هي صحفية تلفزيونية هندية ومحررة عمود. وهي حاليا محررة مجموعة الأخبار الإنجليزية في تلفزيون نيودلهي
دوت اكتسبت شهرتها لريبورتاجها عن حرب كارجيل. وقد حصلت على جوائز وطنية ودولية عديدة، بما فيها بادما شري، والوسام المدني الهندي الأرفع الرابع. تكتب عمودا شعبيا لصحيفة هندوستان تايمز، تدعا «العين الثالثة».ومع ذلك، فإنها أيضا قد تعرضت لانتقادات على أن تقاريرها تكون مثيرة وميلودرامية.

## طفولتها
ولدت برخا دوت في نيو دلهي. درست في المدرسة الحديثة، نيودلهي، وتخرجت من كلية سانت ستيفن، دلهي ، بشهادة البكالوريوس في الأدب الإنجليزي. حصلت على الماجستير في الاتصالات الجماهيرية من جامعة الملة الإسلامية، وعلى درجة الماجستير في الصحافة من جامعة كولومبيا، نيويورك.
كانت واحدة من الفائزين في منحة إنلاكس الدراسية المرموقة، والتي ترسل 6 من الهنود للدراسة في الخارج كل عام.

## حياتها المهنية
كصحفية، بدأت دوت حياتها المهنية في تليفزيون إن دي عندما كانت في بيت الإنتاج التلفزيوني تبتكر البرامج الإخبارية، وتوفر المحتوى لنجم التلفزيون. في وقت لاحق، تليفزيون إن دي صنع قنوات إخبارية ومحتوى مستقلة خاصة به، وارتفعت برخا دوت لتكون مدير التحرير لنشرات الأخبار باللغة الإنجليزية. وهي حاليا تجمع فريق تحرير نشرات الأخبار باللغة الإنجليزية.
تقرير دوت عن نزاع كارجيل عام 1999، يتضمن مقابلة مع الكابتن فيكرام باترا، جلبت لها مكانة بارزة في الهند. ومنذ ذلك الحين تتناولت الصراعات في كشمير وباكستان وأفغانستان والعراق. فازت بـ بادما شري لتغطيتها حادثة تسونامي في عام 2004 ، وجائزة رابطة المذيعين لصحفي هذا العام. لها يوم الأحد عرض حواري حصل على معظم الجوائز لأي عرض عبر قنوات التلفزيون، والفوز بجائزة اوسكار التلفزيون الهندي لأفضل برنامج حواري خمس سنوات على التوالي. في عام 2008، تلقت دوت جائزة بث الأخبار الهندية لاستضافة عرض الأخبار الأكثر ذكاءً. وقد منحت جائزة الغد للرايادة العالمية مرتين من قبل المنتدى الاقتصادي العالمي (2001، 2008)  وتلقت أيضا جائزة جمعية الشبان الناجحون. وهي عضو مرشح لمجلس التكامل الوطني الهندي . كانت أيضا زميل جمعية آسيا في عام 2006 وتخدم في المجلس الاستشاري الدولي لجمعية آسيا. وفي استطلاع الرسائل القصيرة من قراء صحيفة هندوستان الهندية اليومية، فازت دوت بالمركز الثاني في فئة "زعماء وسائل الاعلام". عدة أفلام بوليوود مستمدة من الملف الشخصي لبرخا، وعلى الأخص بريتي زينتا الذي لعب "روميلا دوتا' في لاكشيا.

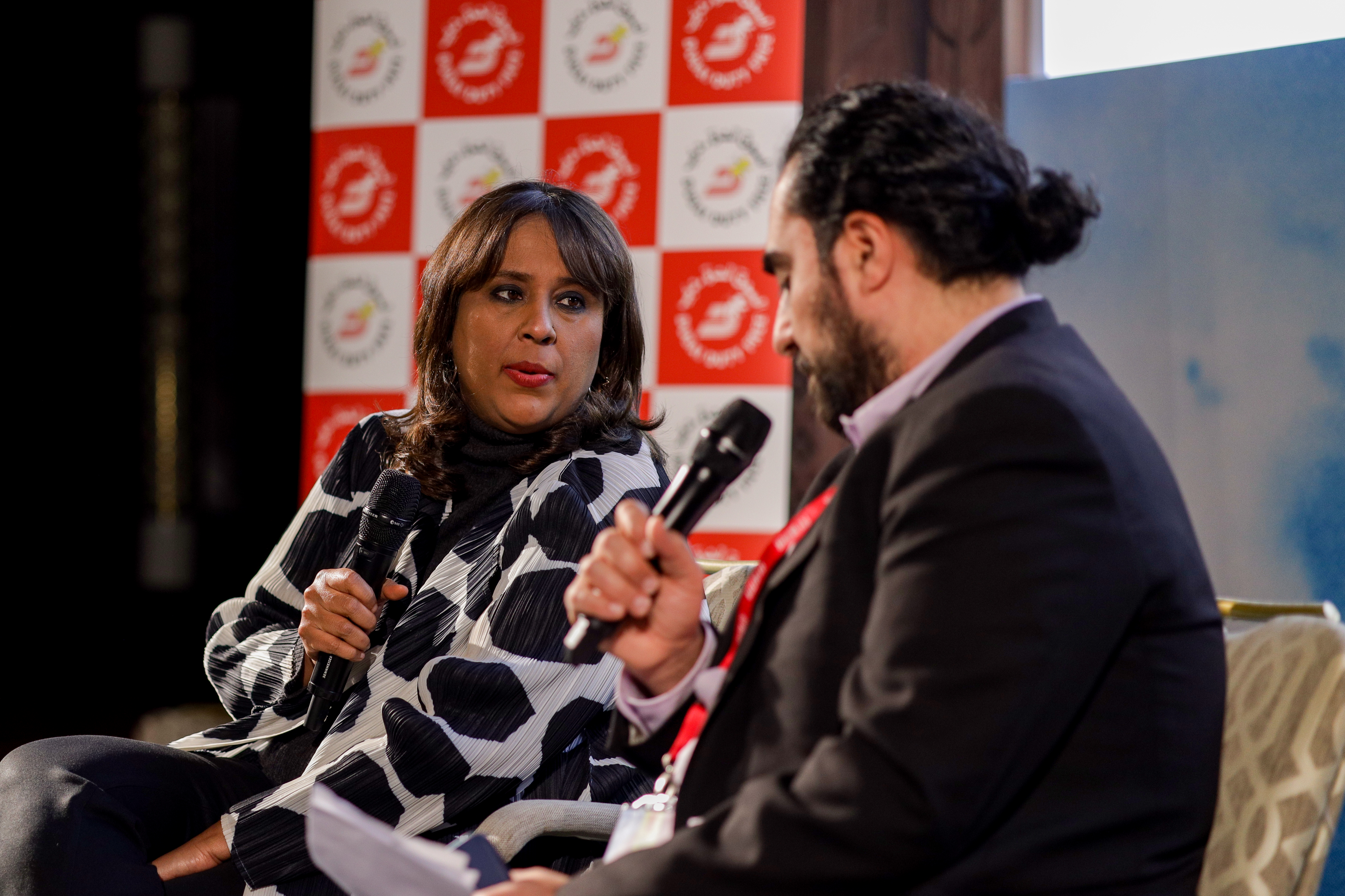
مشاركة في مهرجان طيران الإمارات للآداب

## نقد
تقرير دوت عن نزاع كارجيل تعرض لانتقادات من جانب قائد سلاح البحرية الادميرالسوريش ميهتا الهندي الذي لمح إلى أنها قد تعرض أمن القوات للخطر عن طريق التخلي عن مواقع القوات. نفت دوت هذه الاتهامات، قائلة ان كتاب قائد الجيش السابق الجنرال مالك نائب الرئيس أشار إلى خلاف ذلك. الجنرال عبد الملك كان رئيس اركان الجيش خلال نزاع كارجيل.
كانت دوت، وفقا لكثير من المطبوعات، الصحفية التي جائت في أشد الانتقادات من أجل تغطية تتسم بالإثارة، بعد الهجمات الإرهابية في مومباي أصدر تليفزيون إن دي الإشعار القانوني للمدون تشيتان كونت عن «إساءة حرية التعبير» لمرحلة ما بعد انتقاد تغطيتها لهجمات مومباي  انسحب المدون دون قيد أو شرط من منصبه، والاستعاضة عنه مع التعهد القانوني، واعتراف بأن منصبه كان «تشهيري وغير صحيح» مما أسفر في العديد من المدونين الهنديين ينتقد تليفزيون إن دي لمحاولة اسكات منتقدي الحكومة.

## وصلات خارجية
- الملف الشخصي في موقع مؤسسة آشا
- 11 يوليو 2004 مقابلة لنيروباما دوت
- من مكتب برخا دوت ، برخا على الإنترنت